# Islam en Afrique du Sud

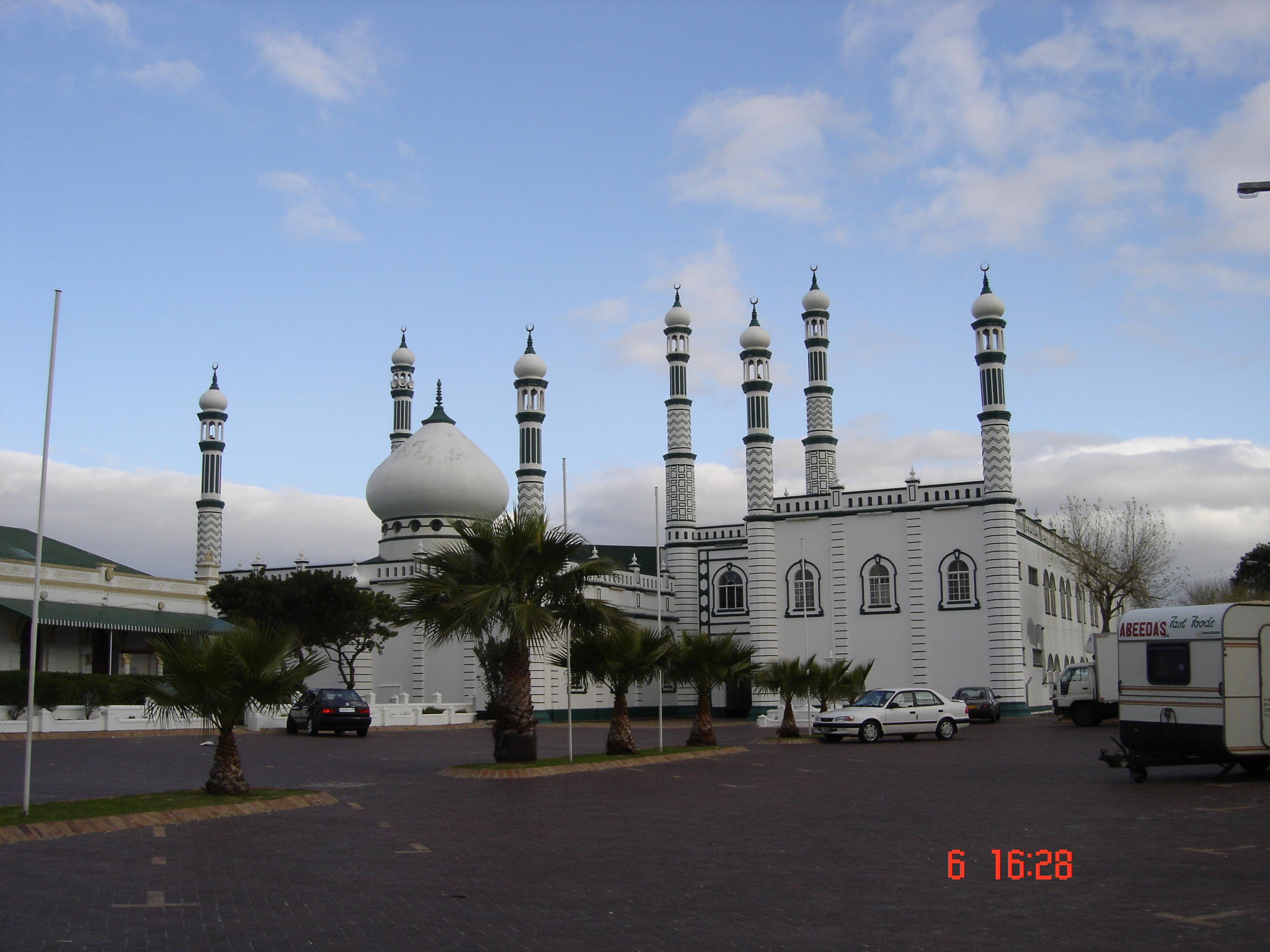
La grande mosquée de Durban, construite en 1905

L'islam est présent en Afrique du Sud depuis la période pré-coloniale. Il est venu par des contacts avec des marchands moyen-orientaux et d'Afrique de l'Est. Beaucoup de musulmans sud-africains sont des « coloured », notamment ceux dont les ancêtres sont venus comme esclaves de l'archipel indonésien : les Malais du Cap. D'autres musulmans, comme au Kwazulu-Natal, sont d'ethnie indienne : leurs ancêtres sont venus d'Asie du Sud comme marchands. La tradition musulmane sud-africaine apparaît en 1668 avec l'arrivée du cheikh Abdurahman Matebe Shah, un Malais de Sumatra. Ensuite, c'est sous la domination coloniale que l'islam s'est structuré. La mosquée la plus ancienne du pays est la mosquée Awwal, construite en 1798 au Cap. 
D'après le recensement de 2001, la proportion de musulmans en Afrique du Sud est de 1,5 % de la population.

## Histoire

### La période de la Compagnie des Indes orientales
Pour asseoir sa domination sur l'actuelle Malaisie, la Compagnie néerlandaise des Indes orientales (VOC, en néerlandais) exila en 1668 le cheikh Abdurahman Matebe Shah, dernier sultan de Malacca, qui résistait à l'occupation hollandaise. Il fut conduit à Constantia, dans la banlieue du Cap. Il profita de son exil pour enseigner l'islam aux esclaves du Cap, qui pour beaucoup venaient de Malaisie et du Bengale.
À la fin du XVIIe siècle et au XVIIIe siècle, les Hollandais continuèrent à exiler dans la ville du Cap les chefs musulmans de Batavia, l'actuelle Jakarta. Le premier imam du Cap est sans doute Saïd Alochie, originaire de Mocha au Yémen. Il fut condamné à dix ans de travaux forcés à Robben Island en 1747. Après avoir purgé sa peine, il s'installa au Cap et travailla comme “police constable”, ce qui lui laissait beaucoup de temps le soir pour enseigner l'islam dans les quartiers d'esclaves. En 1767, le prince Abdullah Kadi Abu Salaam de Tidore fut exilé au Cap. Il devint le chef de la communauté musulmane du Cap, que l'on appelait “Tuan Guru”. Comme la communauté grandissait, les musulmans demandèrent à la VOC de pouvoir construire une mosquée. Elle sera construite en 1804. L'islam était populaire parmi les esclaves. En leur donnant un enseignement, l'islam leur permettait d'obtenir des travaux moins pénibles.

### La période britannique et l'ère démocratique
Au XIXe siècle, deux vagues d'immigrants indiens arrivèrent en Afrique du Sud. La première vague d'immigrants étaient des paysans d'Inde du Sud, dans les années 1860. Ce sont les Britanniques qui les amenèrent en Afrique du Sud, et ils comptaient 7 % à 10 % de musulmans. La seconde vague était constituée de marchands d'Inde du Nord, qui s'installèrent à Natal, dans le Transvaal et au Cap. La première mosquée de Natal fut construite à Durban en 1881.
Après que l'Afrique du Sud est devenue une démocratie en 1994, des musulmans y ont émigré depuis l'Asie du Sud et l'Afrique du Nord. Ils vivent dans les grandes villes du pays.

## L'islam actuel

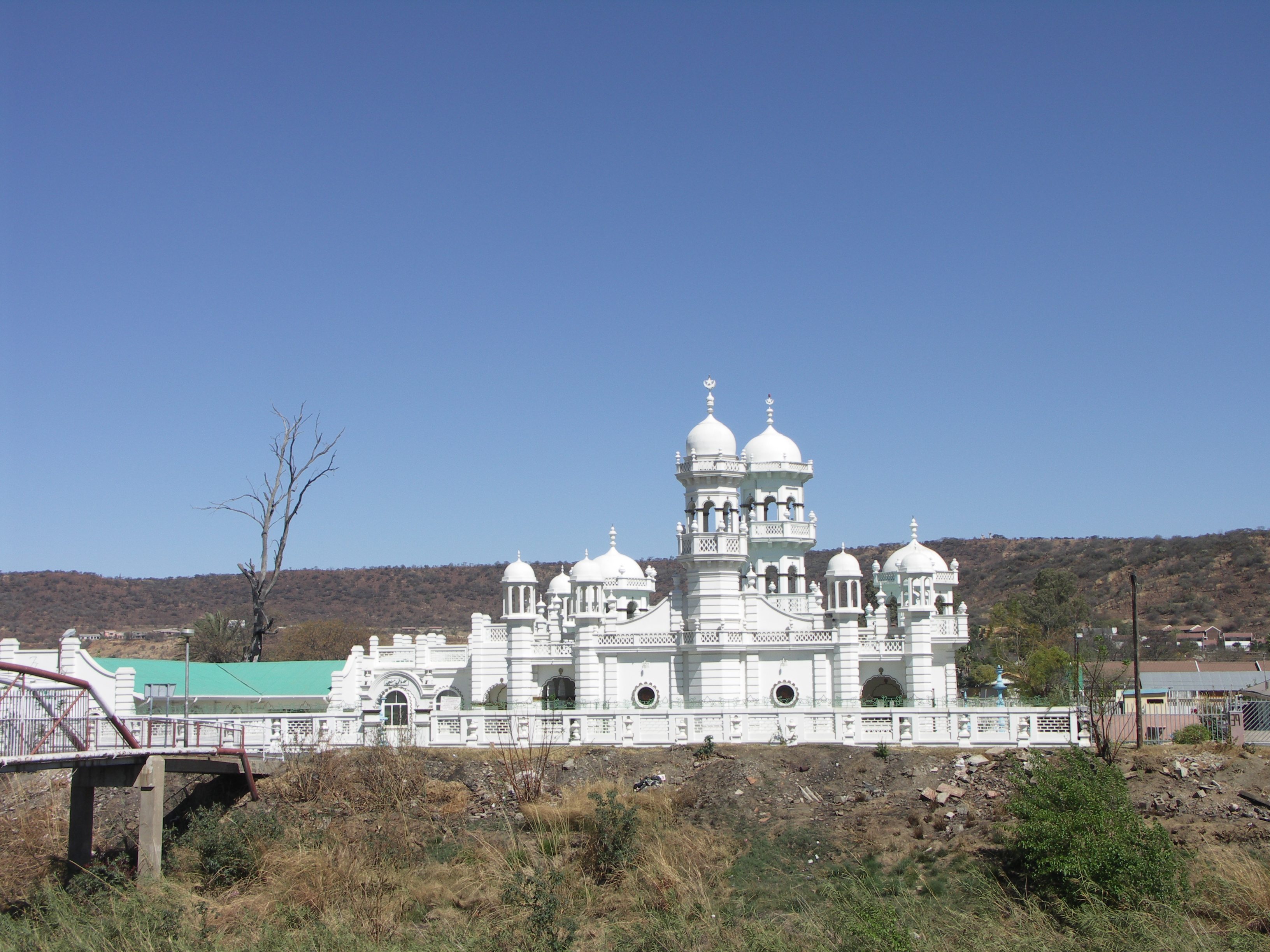
La mosquée Soofi dans la ville de Ladysmith

La grande majorité des musulmans sud-africains sont sunnites, mais certains se sont convertis au chiisme. L'influence de l'Iran a été grande en Afrique du Sud, mais elle a diminué dans les années 1990. Les musulmans sud-africains sont très mélangés aux adeptes des autres religions ; les différentes religions cohabitent paisiblement. La communauté indienne musulmane suit majoritairement l'école hanafite. Parmi ses membres, la tradition dominante est l'école déobandie. La communauté malaise suit le chaféisme, avec les indiens Kokni et les communautés est-africaines, et se réfère à l'université Al-Azhar, mais aussi à Umm-al Qura à La Mecque, et à d'autres universités saoudiennes et d'Asie du Sud. Quant au rite malékite, il est en progression du fait de l'immigration d'Africains du Nord et de l'Ouest.

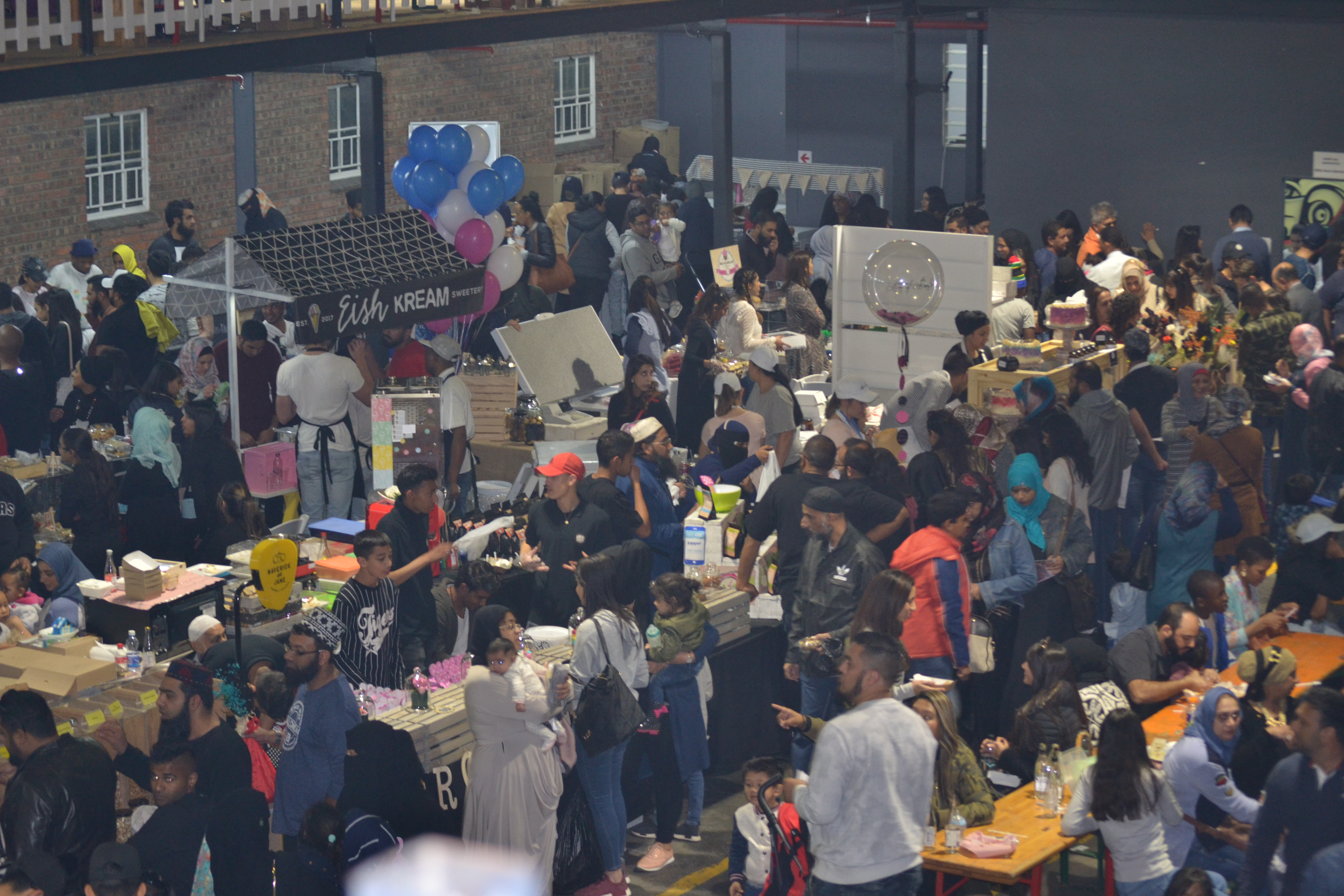
Marché halal.

Il existe des écoles islamiques en Afrique du Sud. Certaines institutions proposent des cours sur l'islam, et la charia et la finance islamique sont parfois enseignées. L'Afrique du Sud accueille de nombreux Dar al-Ulum, des instituts supérieurs d'enseignement islamique, qui attirent des étudiants du monde entier.
À côté des partis politiques, beaucoup d'associations musulmanes œuvrent en Afrique du Sud. Les plus importantes sont liées au Conseil judiciaire islamique, qui attribue la certification halal. Parmi les organisations les plus importantes, l'Institut islamique de Recherche Inter-religieuse, l'OODISA, pour le dawa en Afrique du Sud, et le SAHUC, qui aide les pèlerins à aller à La Mecque. Le PAGAD (« People against Gangsterism and Drug ») est une association ambigüe qui se propose de lutter contre ces maux qui ravagent l'Afrique du Sud. Elle était constituée de musulmans et parfois d'adeptes d'autres religions. Elle employait la terreur pour aboutir à ses fins, comme les assassinats ou les explosions. Ses activités ont pris fin après l'arrestation de ses chefs en 2000.
L'islam sud-africain est empreint de tolérance. En revanche, il a été constaté que des terroristes musulmans étrangers se sont servis de l'Afrique du Sud comme base arrière pour perpétrer des attaques à l'étranger. La corruption très forte qui règne au sein de la police et de l'administration est fortement en cause. Même s'il n'est rien arrivé, les autorités ont craint que la Coupe du monde de football de 2010 soit une occasion d'attaques terroristes par des extrémistes venant de Somalie ou de camps d'entraînement militaire du Mozambique abritant des Pakistanais.

## L'islam et l'État

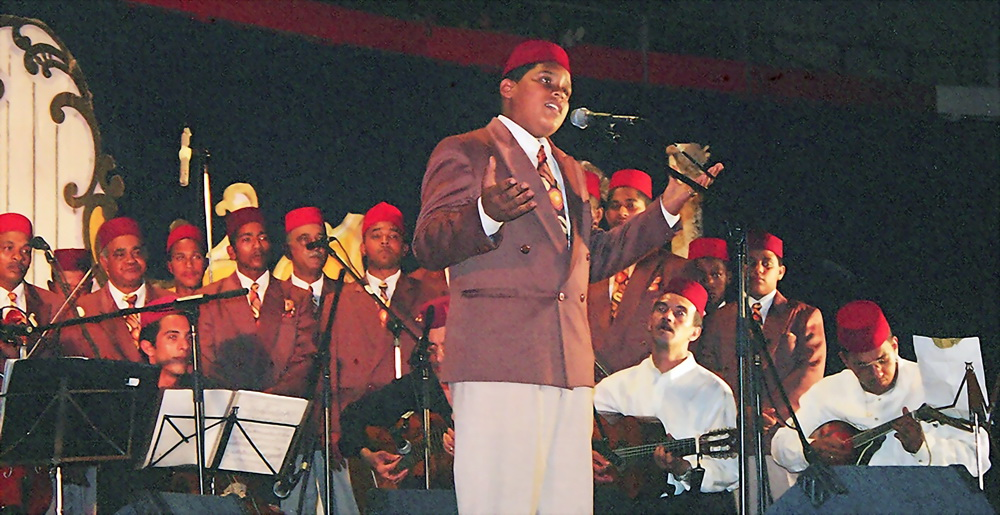
Chorale de Malais du Cap

Quand les premières élections démocratiques eurent lieu en avril 1994, deux partis musulmans sont apparus, le Parti Musulman Africain et le Parti Islamique. Mais ils ne réussirent pas à obtenir de siège, de même qu'aux élections suivantes. Ils ont périclité. Malgré tout, l'Afrique du Sud a eu plusieurs ministres musulmans.
Une émission religieuse passe quotidiennement sur la chaîne SABC 1, avec un jour pour l'islam. Une autre émission passe le dimanche matin. Trois radios islamiques peuvent émettre en Afrique du Sud : Radio 786, Radio Islam et The voise of the Cape. Il existe également des journaux musulmans, comme Amani Magazine et Al Qalam.

### L'Afrique du Sud et la charia
La polygamie est légale en Afrique du Sud. C'est un des rares pays où les musulmans sont en minorité et où pourtant, la charia est partiellement introduite dans le droit de la famille.
En 2003, un projet de loi sur les mariages musulmans a été soumis au ministère de la justice, mais il a été rejeté. Il s'agissait de placer les mariages musulmans sous le régime de la charia, avec l'assistance de juges musulmans selon le droit islamique. Ce projet de loi visait à améliorer la situation des femmes musulmanes renvoyées chez leurs parents par leur mari, et qui ne pouvaient ni divorcer, ni se remarier. Des débats ont eu lieu sur la nécessité de règles spécifiques pour les mariages musulmans. Le juge de la cour constitutionnelle Kate O'Reagan estima que « la question est de savoir s'il est acceptable pour l'État de gérer les affaires d'une religion particulière. » De son côté, le juge Albie Sachs affirma : « on demande à la cour de s'immiscer de manière très profonde sur dans un sujet très sensible» . Aucun consensus n'est apparu dans la communauté musulmane sur la structure et la mise en œuvre d'une telle loi. Le groupe de femmes musulmanes qui a porté ce projet et a été auditionné affirme que la communauté musulmane a préféré cesser d'étudier la question en raison des tensions que la question soulevait. À l'opposé, l'association des femmes musulmanes estime que comme cette loi ne donnerait pas la prééminence à la charia sur la constitution, elle n'était pas acceptable, mettant de surcroît en cause la liberté de religion.